# Зов мёртвых
Зов мёртвых (англ. A Dead Calling) — американский фильм ужасов 2006 года режиссёра Майкла Фейфера.
В ролях: Александра Холден, Сид Хэйг, Лесли Истербрук, Билл Моусли, Тимоти Оман, Мика Костаназа.
Продолжительность фильма — 1:31:28.

## Сюжет
Главная героиня картины по имени Элизабет, работающая журналисткой в местной газете, не могла себе даже представить, что её случайный визит в заброшенный дом обернется в конечном итоге сенсационным интервью с семьей… призраков! Души умерших пытаются ей рассказать о причине своей таинственной смерти. В ходе собственного журналистского расследования Элизабет выходит на след единственного выжившего члена семьи, который со своей стороны готов приложить все усилия, дабы его страшная тайна не вышла наружу.